# Neoplan N4007
Neoplan N4007 – najkrótszy niskowejściowy autobus MIDI oferowany w latach 90. przez niemiecką fabrykę Neoplana. Od popularnego w Polsce modelu N4009 jest krótszy blisko o metr, węższy o 20 cm i zabiera o 10 osób mniej. W opcji standardowej posiada dwoje pojedynczych, wąskich drzwi i nie posiada w żadnym z wejść stopni.
Autobus jest napędzany 6 litrowym silnikiem Mercedesa, ale dostępny był także w wersji z silnikiem MAN.
Na rynek niemiecki wyprodukowano niewielką liczbę egzemplarzy. Największym odbiorcą tego modelu była komunikacja miejska w Atenach, która w roku 1999 zamówiła dużą partię modelu N4007. Modele wyprodukowane dla Grecji posiadały nadwozie produkcji rodzimej (greckie ELVO). Autobusy te posiadały drzwi dwuskrzydłowe.
Do Polski sprowadzono jedynie kilka Neoplanów N4007, w latach 2002–2004.